# アナスタシア (小惑星)
アナスタシア (824 Anastasia) は小惑星帯に位置する小惑星である。ウクライナのシメイズ天文台でグリゴリー・ネウイミンによって発見された。
発見者の娘の友人アナスタシア・セメノフ (Anastasia Semenoff) にちなんで命名されたとされている。ロシア革命で家族全員と共に処刑された皇女アナスタシアに由来するという説もある。